# Episodi di Alto mare (prima stagione)
La prima stagione della serie televisiva Alto mare (Alta mar), composta da 8 episodi, è stata interamente pubblicata in prima visione sulla piattaforma di streaming Netflix il 24 maggio 2019, in tutti i Paesi in cui il servizio è disponibile.
| nº | Titolo originale | Titolo italiano | Pubblicazione Spagna | Pubblicazione Italia |
| -- | ---------------- | --------------- | -------------------- | -------------------- |
| 1  | El albatros      | L'albatros      | 24 maggio 2019       | 24 maggio 2019       |
| 2  | Los anillos      | Gli anelli      | 24 maggio 2019       | 24 maggio 2019       |
| 3  | Sofía            | Sofía           | 24 maggio 2019       | 24 maggio 2019       |
| 4  | Cambio de rumbo  | Cambio di rotta | 24 maggio 2019       | 24 maggio 2019       |
| 5  | La tormenta      | La tempesta     | 24 maggio 2019       | 24 maggio 2019       |
| 6  | 527 L.           | 527 L.          | 24 maggio 2019       | 24 maggio 2019       |
| 7  | Tres horas       | Tre ore         | 24 maggio 2019       | 24 maggio 2019       |
| 8  | Caín             | Caino           | 24 maggio 2019       | 24 maggio 2019       |

## L'albatros
- Titolo originale: El albatros
- Diretto da: Carlos Sedes
- Scritto da: Ramón Campos, Gema R. Neira, Daniel Martín Serrano, Curro Novallas & José Antonio Valverde

### Trama
Due sorelle, Carolina ed Eva Villanueva, recentemente rimaste orfane, si stanno per imbarcare a bordo di un transatlantico che da Vigo in Spagna le porterà a Rio de Janeiro in Brasile. Giunte in prossimità del porto, rischiano che la loro vettura investa una signora di nome Luisa che supplica loro di condurla a bordo in quanto minacciata di morte da un uomo, è così che Eva decide di nasconderla nel grande bagaglio concedendole di imbarcarsi da clandestina.
A bordo della Barbara de Braganza è previsto che durante la traversata la bionda Carolina convolerà a nozze con Fernando Fabregas, l'armatore della nave; mentre per Eva il futuro nel nuovo mondo sarà un appuntamento con un editore che valuterà la pubblicazione di un suo libro. Le sorelle decidono di non denunciare subito la presenza della donna consentendo alla nave di salpare perché Luisa dichiara che a terra il suo fidanzato vuole ucciderla in quanto lei contraria al matrimonio. Sulla nave sono presenti anche le due governanti Francisca e Veronica, la sorella di Fernando, Natalia, con il marito Anibal e lo zio delle due sorelle, Pedro.
Il primo ufficiale Nicolas Vazquez che ha il compito di occuparsi dell’accompagnamento a bordo delle due sorelle è indubbiamente attratto dal fascino di Eva, che nonostante si dimostri piuttosto restìa ad approfondire la conoscenza, col passare delle ore instaura con l’ufficiale un rapporto di intesa reciproca. È mentre stanno parlando sul ponte, a margine della serata di gala, che sentono un grido e una persona cadere in mare, gli indizi portano a credere si tratti di Luisa, scappata dalla sorveglianza di Francisca e corsa a cercare qualcosa nella cabina 130, la cabina delle sorelle, punto approssimativo di caduta in mare della persona dispersa. Passeggiando sul ponte poco dopo l'accaduto, Eva trova, in corrispondenza della caduta, una spilla che quella sera indossava Fernando, spilla che era di suo padre e che sua sorella aveva donato a Fernando in occasione della cena di gala.

## Gli anelli
- Titolo originale: Los anillos
- Diretto da: Carlos Sedes
- Scritto da: Ramón Campos, Gema R. Neira, Daniel Martín Serrano, Curro Novallas & José Antonio Valverde

### Trama
Sale la tensione tra Eva e Fernando: già in passato la ragazza lo aveva accusato di avere problemi col gioco, accusa rivelatasi poi infondata e per la quale si era scusata, ma che per la quale Fernando non l'ha mai perdonata. Eva, accusa Fernando di aver mentito sia per quanto riguarda la ricezione di un cablogramma (motivo per il quale Fernando dopo la cena aveva momentaneamente lasciato la sala da ballo poco prima della caduta in mare di Luisa), sia per quanto riguarda la spilla che secondo quanto affermato da Fernando doveva trovarsi in cassaforte. Fernando si giustifica dicendo che il cablogramma è arrivato il mattino seguente e sostenendo di essere stato vittima del furto della spilla e delle fedi nuziali dalla cassaforte.
Le ricerche del colpevole si concentrano sulla terza classe, individuandolo in Miguel, compagno di cabina di uno dei servitori del ricco Sebastian de la Cuesta, che confessa non solo di aver forzato i bauli di Eva e Carolina e di aver rubato vari oggetti dalla loro cabina, ma anche di aver ucciso Luisa perché lo aveva colto sul fatto; di averla colpita e poi gettata in mare ormai morta.
Il primo ufficiale Nicolas però si rende conto che il ragazzo sta mentendo, perché lui ed Eva hanno sentito chiaramente Luisa urlare mentre veniva gettata in acqua, dunque era impossibile che fosse già morta durante la caduta. I due riescono ad interrogare di nascosto Miguel che ammette di essere stato minacciato e costretto a confessarsi colpevole, ma ovviamente non rivela il nome del suo aguzzino perché spaventato a morte dalle conseguenze. La cantante Clara nel frattempo, avvicinata da Anibal con il pretesto di una possibile opportunità di esibizione nel più bel teatro di Rio, è vittima di violenza da parte di quest'ultimo mentre Fernando, per allontanare i sospetti riguardo alla versione del furto subìto, si appoggia al parapetto di poppa e lascia cadere in mare le fedi nuziali.

## Sofía
- Titolo originale: Sofía
- Diretto da: Carlos Sedes
- Scritto da: Ramón Campos, Gema R. Neira, Daniel Martín Serrano, Curro Novallas & José Antonio Valverde

### Trama
Carolina scopre, parlando con Francisca, che nei suoi effetti personali c'è una foto che ritrae il padre e lo zio Pedro durante un viaggio di lavoro a Berlino, la ragazza rimane sconvolta nello scoprire che è presente nella foto anche una donna dall'aspetto familiare: Luisa. Confrontandosi con lo zio scopre che il vero nome della donna era Sofìa, una traduttrice dipendente della ditta produttrice di scarpe di proprietà dei fratelli.
Manuel nel frattempo viene trovato impiccato ma sia Eva sia Nicolas pensano si tratti di un omicidio. Eva dopo un bagno caldo in cabina si accorge che la stanza è invasa dal fumo e viene tratta in salvo dal provvidenziale intervento di Nicolas. Lo zio Pedro e il medico di bordo confabulano tra loro riguardo alla convenienza di far sparire le carte relative all'azienda, con Pedro che ammonisce il medico di prestare la massima attenzione e di mantenere la calma accusandolo di essere stato incosciente a provocare l'incendio alla cabina.
Il comandante della nave comunica all'armatore che è sua intenzione fare ritorno al porto di partenza perché teme per l'incolumità dei passeggeri a seguito delle due morti e dell'incendio a bordo; ma sia Fernando sia Anibàl, che si definisce socio oltre che cognato dell'armatore, reputano troppo importanti i motivi economici per considerare di abortire il viaggio. Carolina scende sotto coperta con Nicolas per interrogare un marinaio che ha lo stesso cognome della dipendente Sofía con l'intenzione di capire se può esserci un legame tra i soggetti o semplice omonimia, il marinaio che presenta una brutta cicatrice in volto, rendendolo quasi irriconoscibile, afferma di non conoscere la donna.

## Cambio di rotta
- Titolo originale: Cambio de rumbo
- Diretto da: Carlos Sedes
- Scritto da: Ramón Campos, Gema R. Neira, Daniel Martín Serrano, Curro Novallas & José Antonio Valverde

### Trama
Carolina rimane sconvolta nello scoprire che Luisa è ancora viva e si nasconde sottocoperta; la donna le spiega che il dottor Rojas e lo zio Pedro sono coinvolti nella morte del padre e stanno cercando un microfilm contenente le prove del delitto. Sempre Luisa spiega a Carolina che il cadavere che è stato gettato in mare è quello dell'assistente del dottore, il quale era in cerca del microfilm nella cabina delle sorelle per conto del suo capo, ma è stato colto di sorpresa da Luisa e suo zio, che dopo averlo ucciso nella colluttazione l'hanno gettato in mare fingendo la caduta di Luisa grazie al suo urlo.
Nicolas e Eva trovano il tempo e l'occasione per un bacio mentre il comandante prende la decisione di far rotta verso il più vicino porto spagnolo, seppur dovendo attraversare una tempesta. Nicolas avverte Fernando della decisione del comandante e prova a discutere della decisione presa con quest'ultimo, ma viene minacciato dal comandante con una pistola.
Carolina, convinta della complicità di Pedro nella morte di suo padre, cerca prove incriminanti nella cabina dello zio, e proprio da un dialogo tra quest'ultimo e il dottore, sente dallo zio affermare che quello che cercano lo ha Eva che lo ha ricevuto in maniera non consapevole dal sentimentale di suo fratello. Sempre don Pedro poco prima, in una conversazione privata, ha redarguito Francisca a proposito della foto mostrata a Carolina: ci sono cose del passato che è meglio non ricordare e che le nipoti non dovranno mai sapere. L'episodio si conclude con Anibal che prova ad affrontare il comandante pistola in pugno dall'esterno del ponte di comando, il suo colpo non va a buon fine grazie all'intervento di Nicolas che gettandosi sullo stesso Anibal, fa in modo di deviare la direzione del colpo di pistola.

## La tempesta
- Titolo originale: Cambio de rumbo
- Diretto da: Lino Escalera
- Scritto da: Ramón Campos, Gema R. Neira, Daniel Martín Serrano, Curro Novallas & José Antonio Valverde

### Trama
Nel bel mezzo di una tempesta turbolenta, il dottor Rojas ed Eva salvano Nicolás. Il capitano, ormai destituito dal comando e sotto scorta nella sua cabina, riceve la visita di un Nicolas convalescente. Il capitano gli passa il comando. Sebastián chiede a Dimas di aiutarlo a riconquistare Verónica.
Dimas cerca di nuovo di corteggiarla ma lei torna da Sebastian. Luisa trova il microfilm ma Rojas la cattura e lo sequestra. Anibal scopre che sua moglie Natalia lo ha avvelenato e la aggredisce. Clara entra nella cabina. Segue una rissa e Anibal cade, batte la testa sul tavolo e muore.

## 527 L.
- Titolo originale: 527 L.
- Diretto da: Lino Escalera
- Scritto da: Ramón Campos, Gema R. Neira, Daniel Martín Serrano, Curro Novallas & José Antonio Valverde

### Trama
Luisa si libera, attacca Rojas e recupera il microfilm, ma lui la insegue sul ponte, ma Eva e Carolina vengono in suo soccorso. Rojas viene arrestato. Interrogata da Varela, Fernando e Nicolas, Luisa racconta una versione modificata della sua storia nascondendo ancora le verità essenziali. Mentre Luisa viene scortata al confino, lei, Eva e Carolina accettano di mantenere segreto il microfilm. Incontrano Pedro che riconosce Luisa. Le sorelle guardano il microfilm e confrontano lo zio con ciò che hanno dedotto: lui e un socio in affari hanno usato i camion per la distribuzione di scarpe del padre per spedire 527 persone in un campo di concentramento nazista.
Clara e Natalia mettono in scena la morte di Anibal come un incidente che cade da una rampa di scale complementari. Clara vuole dirlo ma Natalia le dice che andrebbero in prigione. Nicolas e Varela esaminano il corpo di Anibal e sospettano che sia stato assassinato. Nicolas ordina a Varela di non indagare, dicendo che ha perso la fiducia in lui e che non deve dirlo a nessuno. Il fidanzato di Clara, Pierre, sospetta di lei dopo aver trovato del sangue sulla sua scarpa. Riceve informazioni da Nicolas che gli dice di indagare, con discrezione. Fernando ammette il suo segreto a Carolina: che è indebitato ed è stato ricattato per un debito di gioco, e lei paga Varela.
Eva dice a Nicolás che sa che è sposato, avendo visto la foto nella sua cabina. Le dice che sua moglie è stata mandata in un campo di concentramento dai nazisti e presume che sia morta. Pedro ottiene l'aiuto di Francisca per nascondere una valigia di lingotti d'oro nazisti (pagamento per aver permesso ai nazisti di usare i camion). Carolina ed Eva si rendono conto che Luisa ha nascosto dove ha trovato il microfilm. Carolina scopre che il tessuto strappato dei pantaloni proveniva dai pantaloni dello zio di Luisa, Plazaola. Eva dice a Nicolas che istituisce una ricerca su tutta la nave per lui. Plazaola libera Luisa e si nascondono, con Plazaola che rivela che Pedro è suo fratello (e quindi padre di Eva e Carolina).

## Tre ore
- Titolo originale: Tres horas
- Diretto da: Lino Escalera
- Scritto da: Ramón Campos, Gema R. Neira, Daniel Martín Serrano, Curro Novallas & José Antonio Valverde

### Trama
Nicolas trova Pedro e Rojas insieme, dice loro che sa che sono colpevoli e li confina nelle loro capanne sotto scorta. Luisa e Plazaola si nascondono nella cabina di Aguirre (ex capitano) che sa del microfilm. Plazaola si rifiuta di farsi avanti mentre tutti pensano che abbia ucciso Manuel. Rojas riesce a far ammalare mortalmente Carolina, viene chiamato a prendersi cura di lei e ricatta Eva facendogli recuperare il microfilm dalla cassaforte del capitano. Pierre indaga sulla morte delle scale, facendo tintinnare Clara che si confida con Natalia, ma Varela osserva il loro comportamento sospetto.
Clara rivela la verità e che Anibal l'aveva violentata. Sebastián persegue l'idea del carburante di Dimas. Aguirre interroga la guardia fuori dalla cella di Manuel che rivela che Varela era dentro con il prigioniero per dieci minuti, dopo aver ordinato alla guardia altrove. Eva, incapace di aprire la cassaforte del capitano, costringe Nicolas a farlo sotto la minaccia delle armi. Sul ponte Rojas tiene Eva sotto tiro ma viene catturato. Eva inietta a Carolina i farmaci salvavita di Rojas, proprio mentre Plazaola irrompe per vedere sua figlia morente. Tutti sono sbalorditi dal fatto che Plazaola sia il padre delle sorelle Carlos, ritenuto morto in un incidente d'auto due anni prima.

## Caino
- Titolo originale: Caín
- Diretto da: Lino Escalera
- Scritto da: Ramón Campos, Gema R. Neira, Daniel Martín Serrano, Curro Novallas & José Antonio Valverde

### Trama
Due giorni dopo Aguirre viene reintegrato come capitano, anche se Nicolas rimane capitano ad interim. Pedro dice a Nicolas che è stato Carlos a mandare le vittime nei campi di concentramento e ad incastrare Pedro e Rojas falsificando le loro firme sui documenti, ma Nicolas non gli crede. Carlos organizza un incontro con Pedro e Rojas. Quest'ultima coppia è costretta ad accettare, perché Carlos li ha effettivamente incastrati, di dare a Carlos l'oro nazista ed in cambio questi progetterà la loro fuga quando la nave attraccherà. È il giorno del matrimonio di Carolina. Varela inizia a sospettare di Natalia e Clara. Francisca scopre che Sebastien sta corteggiando Veronica e disapprova. Veronica scopre la valigia d'oro nascosta da sua madre e lo racconta a Eva, Carolina, Luisa/Sofia e Carlos.
Carlos prende l'oro nella sua custodia. Più tardi Eva scopre la prova che l'oro è stato effettivamente dato a Carlos. Dice a Carolina che provoca una scenata al suo stesso matrimonio per chiedere la verità al padre. Carlos viene arrestato e le sorelle si riconciliano con Pedro e Francisca. Nicolas conduce il matrimonio di Carolina e Fernando. Carlos attacca un membro dell'equipaggio e Pedro scappa. Nel frattempo, Nicolas riceve un segnale di soccorso da una misteriosa barchetta che trasporta un gruppo di figure rannicchiate e cambia rotta per salvarle.